# NSS-7
أن أس أس 7 هو قمر صناعي للاتصالات تابع لـ SES NEW SKIES، وهو مزيج بين موجة KU وموجة C المضمنة في الأقمار الصناعية تقدم خدمات الاتصالات السلكية واللاسلكية الثابتة، بما في ذلك بث الفيديو، وخدمة الأنترنت، وشبكات الشركات التجارية، وخدمات الهاتف الثابت التي تعتمد على نسخة مطورة من Lockheed Martin's A2100AX.
يضم القمر 72 باقة تعمل على خط الطول 22° غربا فوق المحيط الأطلسي، إذ يوفر التغطية لكل أرجاء القارة الأفريقية.